# Gunnar Rönström
Gunnar Rönström, vollständiger Name: Gunnar Vilhelm Rönström, (* 25. Januar 1884 in Sundsvall; † 5. Juli 1941 ebenda) war ein schwedischer Leichtathlet, der dreimal an Olympischen Spielen teilnahm.
1904 wurde er nationaler Vizemeister im Weitsprung und 1905 im Hochsprung.
Bei den Olympischen Zwischenspielen 1906 in Athen wurde er Fünfter im Hochsprung und Siebter im Weitsprung. Im 100-Meter-Lauf schied er in der Vorrunde aus.
1908 in London wurde er Zehnter im Weitsprung. Beim Zehnkampf der Spiele 1912 in Stockholm gab er nach vier Disziplinen auf.
Gunnar Rönström startete für den Verein IFK Sundsvall.